# Marcel Scipion
 (janvier 2014).
Si vous disposez d'ouvrages ou d'articles de référence ou si vous connaissez des sites web de qualité traitant du thème abordé ici, merci de compléter l'article en donnant les références utiles à sa vérifiabilité et en les liant à la section « Notes et références ».
Marcel Scipion, le berger d'abeilles, berger, apiculteur et écrivain français est né le 7 novembre 1922, au hameau de Vénascle, au pied du Serre de Montdenier, dans la commune de Moustiers-Sainte-Marie (Alpes-de-Haute-Provence). Il est mort le 9 décembre 2013 dans cette même commune.

## Biographie
D'une famille de bergers et d'apiculteurs, il a été initié à ces métiers dès son plus jeune âge par son père. Parmi ses souvenirs, il narre comment celui-ci, qui vivait au début du XXe siècle au hameau de Vénascle, au pied du Serre de Montdenier, dans la commune de Moustiers-Sainte-Marie, allait chercher des raisins du Luberon pour faire son vin. En dépit de la suppression du privilège, il en conservait les raflesjusqu'à la Toussaint pour distiller son marc, c'était la seule date dans le calendrier civil où aucun gendarme n'aurait osé verbaliser. Mais par précaution - à cause de l'odeur répandue - il allait les distiller, grâce à son alambic à lavande, dans un coin perdu de la montagne et pouvait faire son eau-de-vie pour l'année.
Car, en plus d'être un excellent apiculteur, le berger est devenu un écrivain connu et reconnu. En 1975, alors qu'il assurait la transhumance de ses abeilles en transportant ses ruches sur un camion, Marcel Scipion a été victime d'un grave accident de la circulation. Si grave qu'il a dû rester une année entière hospitalisé. Il souffrait et s'ennuyait beaucoup sur son lit d'hôpital, et comme il avait toujours aimé raconter des histoires puisées dans ses souvenirs, une de ses amies, Nicole Ciravégna, auteure bien connue dans toute la région, lui a suggéré de les mettre par écrit.
Un premier récit, un deuxième, un troisième… Aidé par Christiane Vivier (professeure de français) et encouragé par Nicole, Marcel Scipion a publié, chez Seghers, son premier livre, le Clos du Roi début 1978. Le succès fut immédiat. Cet ouvrage, salué par les critiques littéraires, reçut plusieurs prix : celui des Maisons de la Presse, le prix Jean Giono et le prix du ministère de l'Agriculture.
Invité, le 2 février 1978 par Jacques Chancel à la célèbre émission Radioscopie et, le 17 février, par Bernard Pivot dans la non moins célèbre émission littéraire Apostrophes, Marcel Scipion se définissait comme tel : « Je suis un berger de moutons et aussi un berger d'abeilles parce que nous faisons un peu comme les bergers, nous pratiquons la transhumance et l'apiculture pastorale… Nous chargeons les abeilles sur des camions pour les emmener au printemps à la montagne, jusqu'à Gap ou Briançon, vers le 14-15 juillet, même un peu plus tôt… vers la haute Provence… et, en hiver, au bord de la mer. »
« Berger d'abeilles »… cette appellation lui est restée.
En 1980, paraissait L'arbre du mensonge, couronné, en 1983, par le 1er prix de Sensibilité méditerranéenne et, en 1984, l'homme qui courait après les fleurs, sous-titré Mémoires d'un berger d'abeilles.

## Œuvre
- Le Clos du roi, préface de Nicole Ciravégna, Éditions Gallimard, 1978.
- L'arbre du mensonge, [Seghers], 1980.
- L'homme qui courait après les fleurs, mémoires d'un berger d'abeilles, [Seghers], 1984.
- Le sentier de Vénascle, L'École des loisirs, 1988.